# 電子琴

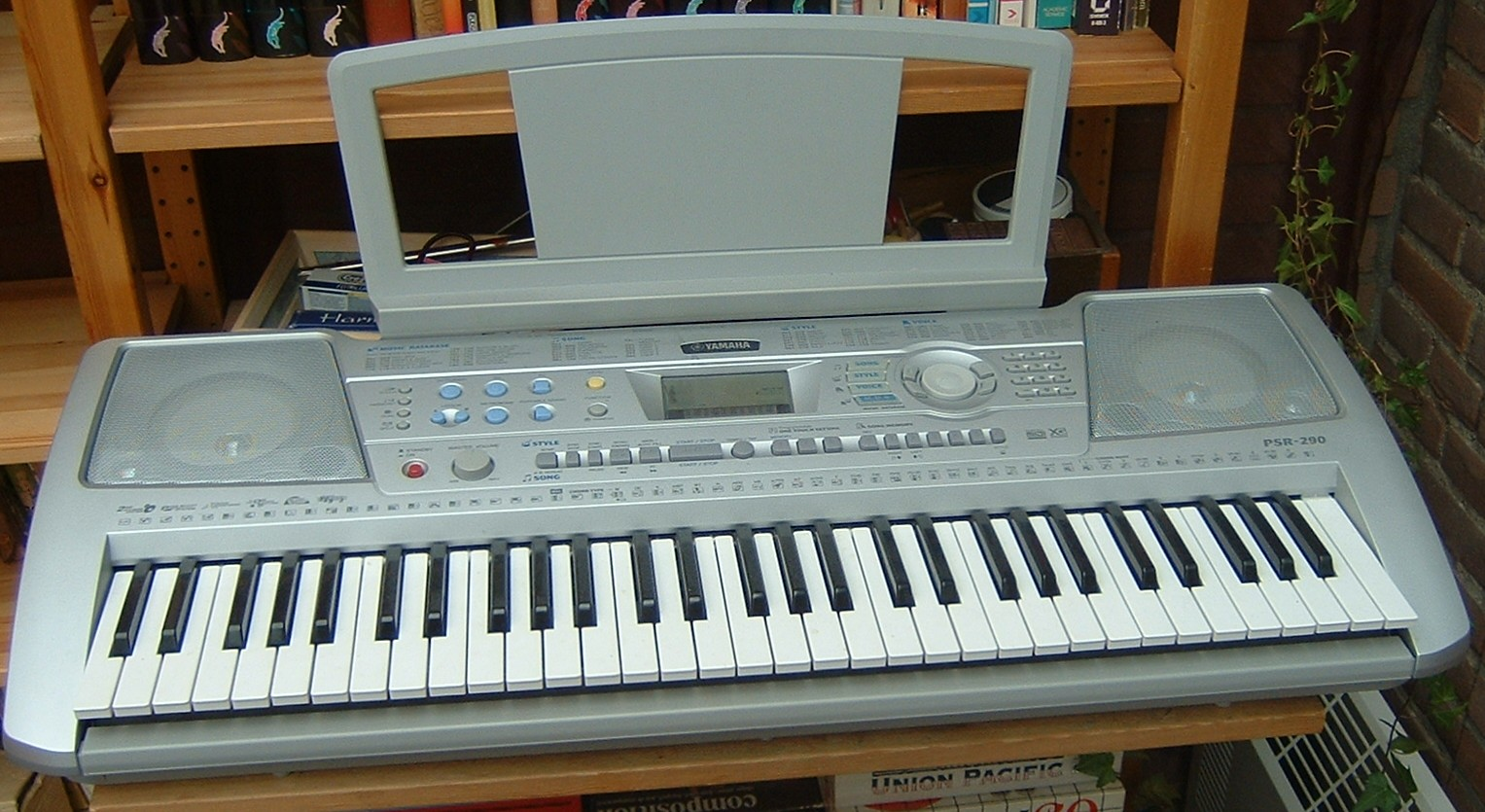
電子琴

電子琴（直译：「电子键盘乐器」）是一種鍵盤樂器，一般有兩種，分別是座立式電子琴和手提電子琴。電子琴的聲音輸出，由電子元件發出音頻的電子訊號並擴大，經由耳機或喇叭發出聲音。內部元件包含鍵盤、聲音產生器、節奏與和弦產生器、放大器與擴音器、人機介面軟體，有些還會有記憶體、MIDI等。較著名的製造廠包括卡西欧、科音、雅马哈以及樂蘭公司等。

## 概述
電子琴，有模擬各種樂器的豐富的音色庫，使用者可以根據樂曲的需要，選用合適的音色、節奏與和弦，來達成各種演奏效果。電子琴的演奏有部分是通過自動和弦伴奏來配合完成的，在音樂中和弦的連接推動了旋律地進行，不同的和聲連接，形成了不同的音樂色彩。
用於專業音樂製作的電子琴叫做“電子合成器”，使用者可以自己編輯修改音色和節奏風格，甚至可以傳到電腦裡，並通過網路和別人分享作品。而運用了電子技術做成的具有像鋼琴盤按鍵手感的樂器叫“電鋼琴”或“數位鋼琴”。

## 基本功能
- 標準鍵盤（37键、49鍵、54鍵、61鍵、76鍵、88鍵）
- 音色切換（切換演奏的樂器）
- 節奏切換
- 音量控制
- 自動伴奏（和弦）

## 發聲原理
目前已知各種電子琴的發聲原理，有2種不同的方式：
- FM音源

{\displaystyle FM(t)=A~\sin(2\pi Ct+I~\sin(2\pi Mt))}
- DAC（Digital to Analog Converter），數位類比轉換器

## 外部連結
- Introduction to professional keyboards （页面存档备份，存于） and home keyboards （页面存档备份，存于）
- Essay on how advantages of electronic keyboards can be squandered when they are in the wrong hands （页面存档备份，存于）